# Czarny Las (hromada Zbaraż)
Czarny Las (ukr. Чорний Ліс) – wieś na Ukrainie w rejonie tarnopolskim obwodu tarnopolskiego.

## Przynależność administracyjna
Czarny Las przed 1939 r. osada należąca do jednostki gmina Załuże, powiat zbaraski, województwo tarnopolskie.
Do 2020 w rejonie zbaraskim.